# Tetrameropseidae
Tetrameropseidae – wymarła rodzina owadów z rzędu chrząszczy i podrzędu wielożernych. Obejmuje dwa wczesnokredowe rodzaje, których inkluzje znaleziono w bursztynie libańskim.

## Taksonomia
Takson ten wprowadzony został w 2008 roku przez Dany’ego Azara i Aleksandra Kirejczuka na łamach czasopisma „Alavesia”. Nadano mu wówczas rangę podrodziny o nazwie Tetrameropsinae w obrębie rodziny wymiecinkowatych (Latridiidae). Był on wówczas taksonem monotypowym, obejmującym tylko opisany w tej samej publikacji rodzaj Tetrameropsis. W roku 2011 nazwę tę emendowano na Tetrameropseinae. Kolejny rodzaj, Atetrameropsis, opisany został przez Azara i Kirejczuka w 2013 roku. W 2014 roku Floyd Shockley i Witalij Aleksjejew wynieśli Tetrameropseinae do rangi osobnej rodziny w obrębie nadrodziny zgniotków.
Oba rodzaje znane są wyłącznie z pojedynczych inkluzji organicznych w bursztynie libańskim, odnalezionych w Mdejridż w okolicy Hammany w muhafazie Dżabal Lubnan w Libanie. Datuje się je na barrem lub wczesny apt w kredzie.

## Morfologia
Chrząszcze te osiągały 1,1–1,2 mm długości, 0,4–0,5 mm szerokości i około 0,4 mm wysokości. Ciało było krótko- do podługowato-owalnego, silnie wypukłe na pokrywach i stosunkowo wypukłe po stronie spodniej, porośnięte owłosieniem. W ubarwieniu występowały kolory od rudego przez kasztanowy po czarniawy.
Głowa była lekko opadająca, zaopatrzona w bardzo duże oczy złożone o bardzo dużych omatidiach. Osadzone tuż przed przednim brzegiem oczu czułki były dziesięcioczłonowe z trzema ostatnimi członami zróżnicowanymi w buławkę. Rowki na czułki na spodzie głowy były zbieżne. Przedplecze było w zarysie niemal pięciokątne, u Tetrameropsis tak szerokie jak długie, a u Atetrameropsis poprzeczne.  U Tetrameropsis przedpiersie miało wąski wyrostek międzybiodrowy, zaś u Atetrameropsis był on szeroki. Tarczka u Atetrameropsis była niemal trapezowata, a u Tetrameropsis pośrodku przewężona. Pokrywy miały dobrze zaznaczone linie przyszwowe. Śródpiersie miało wcięcie na wyrostek przedpiersia, a zapiersie było pośrodku wgłębione. Smukłe odnóża miały wydłużone krętarze, cienkie i pozbawione ostróg golenie, od 3 do 4 razy grubsze od nich uda oraz zbudowane z czterech niezmodyfikowanych i niemal walcowatych członów stopy zwieńczone wąskimi i niezmodyfikowanymi pazurkami. Na spodzie odwłoka widocznych było pięć sternitów (wentrytów).

## Paleoekologia
Chrząszcze ten zasiedlały gęste, cieniste lasy porastające północno-wschodnią część Gondwany. Lasy te cechowała bardzo wysoka wilgotność. Leżały w strefie tropikalnej lub subtropikalnej, a występujący w nich klimat rekonstruuje się jako umiarkowany do gorącego. Pory roku były w nim słabo wyrażone o czym świadczą kiepsko widoczne słoje przyrostu rocznego w skamieniałościach drewna. Bursztyn libański dostarczył licznych skamieniałości zwierząt, zwłaszcza stawonogów zamieszkujących owe lasy (zobacz: fauna bursztynu libańskiego). Większość odnaleziono na tym samym stanowisku co Tetrameropseidae (Mdejridż-Hammana).
Pokarmem Tetrameropseidae przypuszczalnie były grzyby, tak jak u ich współczesnych krewniaków.